# Donald Guthrie
Donald Guthrie (* 21. Februar 1916 in Ipswich, Suffolk; † 8. September 1992 in  Pinner, London Borough of Harrow) war ein britischer baptistischer Neutestamentler, der in London lehrte und eine weit verbreitete Einleitung in das Neue Testament verfasste.

## Leben
Guthrie erwarb die akademischen Grade B.D., Th.M. und Ph.D. an der Universität London. Von 1949 bis 1982 war er Dozent für Neutestamentliche Bibelwissenschaft am London Bible College, das nun London School of Theology heißt. Zuletzt war er dort Prorektor („vice-principal“) von 1978 bis 1982 und Rektor (president) von 1983 bis zu seinem Tod.
Guthrie war verheiratet mit Mary Freeman. Aus der Ehe gingen vier Söhne und zwei Töchter hervor.

## Neutestamentliche Lehrbücher
Guthrie verfasste zwei 1000-Seiten-Bücher: Eine Einleitung in das Neue Testament sowie eine Theologie des Neuen Testaments. Dabei vertrat er einen bibeltheologisch konservativen Standpunkt. In seiner NT-Theologie zeigt sich dieser bereits in der Gliederung: Guthrie ordnet den Stoff nach Themen (u. a. Gott, das christliche Leben, die Kirche) und betrachtet die einzelnen neutestamentlichen Autoren und Schriften jeweils innerhalb eines Themas, da er grundsätzlich von der Einheit des Neuen Testaments überzeugt ist. Demgegenüber teilen andere Neutestamentler den Stoff primär nach Autoren und unterscheiden dann etwa die Theologie der Synoptiker, die johanneische sowie die paulinische Theologie. Als Hauptproblem bei den im NT erkennbaren Unterschieden sieht Guthrie die Beziehung zwischen der Theologie des Paulus und der Lehre Jesu.
Guthries NT-Einleitung galt „international als die kompetenteste Gesamtdarstellung eines Neutestamentlers evangelikaler Prägung“. Seine konservativen Einschätzungen bezüglich Echtheit der neutestamentlichen Bücher erinnern an Theodor Zahn; beide führen die vier Evangelien auf Apostel und -schüler zurück. Oft äußert Guthrie jedoch vorsichtigere Urteile als Zahn. Was die Datierung betrifft, so lässt sie Guthrie bei nahezu der Hälfte der neutestamentlichen Bücher offen, darunter bei allen vier Evangelien.
Guthries Lehrbücher fanden eine breite Beachtung auch bei solchen Fachkollegen, die eine andere Linie vertreten. Etwa Werner Georg Kümmel setzte sich mit Guthries Ansichten an vielen Stellen seiner NT-Einleitung auseinander.
Neben seinen beiden Hauptwerken schrieb Guthrie Kommentare zu den Pastoralbriefen, zum Galater- und zum Hebräerbrief. Ein wichtiges Thema war ihm auch die Frage der Pseudepigraphie.

## Werke
- New Testament Introduction, in 3 Bänden ab 1961, zu einem Band zusammengefasst in der 3. Auflage 1970, 4. Auflage Intervarsity Press, Illinois (USA) 1990. Digitalisat
- New Testament Theology. Inter-Varsity Press, Leicester 1981.
- The Pastoral Epistles (= Tyndale New Testament Commentaries). London 1957.
- The Development of the Idea of Canonical Pseudepigrapha in New Testament Criticism. In: Vox Evangelica 1, 1962, S. 43–59.
- Christianity and the Computer. In: TSF Bulletin 42, Summer 1965, S. 9–11 (review zweier Bücher zum Thema).
- Galatians (= The New Century Bible Commentary). Nelson 1969.
- Hebrews (= Tyndale New Testament Commentaries). Inter-Varsity Press, Leicester 1983.

## Belege
1. ↑  Obituary:Donald Guthrie, The Independent vom  18. September 1992, abgerufen am 9. März 2014
2. ↑  Website der London School of Theology
3. ↑  Die A. W. Roberts Library (Seite nicht mehr abrufbar, festgestellt im April 2018. Suche in Webarchiven)  Info: Der Link wurde automatisch als defekt markiert. Bitte prüfe den Link gemäß Anleitung und entferne dann diesen Hinweis. hat anscheinend das Manuskript einer Autobiographie von ihm, mit dem Titel: I stand for truth: the autobiography of Donald Guthrie, 1916-1992.
4. ↑  Obituary: Donald Guthrie, The Independent vom  18. September 1992, abgerufen am 10. März 2014
5. ↑  Guthrie: NT Theology, 1981, S. 51–54. Aufgegriffen von Andreas J. Köstenberger: Vielfalt und Einheit des Neuen Testamentes. In: Heinz-Werner Neudorfer, Eckhard J. Schnabel (Hrsg.): Das Studium des Neuen Testaments. Bd. 2, Wuppertal 2000, S. 239.
6. ↑  So Baum:  Einleitung ins NT, 2000, S. 101.
7. ↑  Baum: Einleitung ins NT, 2000, S. 115.
8. ↑  Baum: Einleitung ins NT, 2000, S. 101.
9. ↑  Baum:  Einleitung ins NT, 2000, S. 106, Schaubild (Vergleich von 9 NT-Einleitungen in ihrer Einschätzung von Autorschaft und Entstehungszeit).
10. ↑  Siehe eine Rezension von Guthries NT-Theologie in: Journal for the Study of the New Testament 7, 1984, S. 110f: “Donald Guthrie’s weighty contributions to NT scholarship are wideley known and, like the man himself, greatly respected.”

| Personendaten    | Personendaten                                      |
| ---------------- | -------------------------------------------------- |
| NAME             | Guthrie, Donald                                    |
| KURZBESCHREIBUNG | britischer baptistischer Neutestamentler und Autor |
| GEBURTSDATUM     | 21. Februar 1916                                   |
| GEBURTSORT       | Ipswich                                            |
| STERBEDATUM      | 8. September 1992                                  |
| STERBEORT        | Pinner, London Borough of Harrow                   |